# Новіни (гміна)
Гміна Новіни (пол. Gmina Nowiny) — сільська гміна у східній Польщі. Належить до Келецького повіту Свентокшиського воєводства.
Станом на 31 грудня 2011 у гміні проживало 7492 особи.

## Територія
Згідно з даними за 2007 рік площа гміни становила 45.76 км², у тому числі:
- орні землі: 34.00%
- ліси: 39.00%

Таким чином, площа гміни становить 2.04% площі повіту.

## Населення
Станом на 31 грудня 2011:
| Опис     | Загалом | Загалом | Чоловіки | Чоловіки | Жінки | Жінки |
| -------- | ------- | ------- | -------- | -------- | ----- | ----- |
| одиниця  | осіб    | %       | осіб     | %        | осіб  | %     |
| все      | 7492    | 100     | 3674     | 49.04    | 3818  | 50.96 |
| міське   | 0       | 100     | 0        |          | 0     |       |
| сільське | 7492    | 100     | 3674     | 49.04    | 3818  | 50.96 |

## Сусідні гміни
Гміна Новіни межує з такими гмінами: Моравиця, Пекошув, Хенцини.